# Дворянський земельний банк (Чернігів)
Дворянський земельний банк — споруда в стилі північний модерн у Чернігові, створена за проєктом петербурзького архітектора Олександра фон Гогена місцевим архітектором та інженером Д. Афанасьєвим у 1910—1913 рр.

## Передісторія
На зламі 19-20 ст. при зміцненні капіталізму отримав умови швидкого розвитку банківський сектор економіки. Первісні банки часто ще не мали власного приміщення і були вимушені або розташовувати власних працівників у випадкових приміщеннях, або орендувати їх за гроші. Умови праці потребували надійності збереження великих грошових сум, тому вимоги до безпеки та збереження грошових сум були доволі високі. Збільшення штату, непристосованість орендованих приміщень та прибутки надали можливості будувати окремі, специфічні споруди банків як для головного офісу банку, так і для його філій у інших містах.
На зламі 19-20 ст. був заснований Дворянський земельний банк, метою котрого була підтримка землегосподарюваня дворянства Російської імперії. Згодом банк поєднався із Селянським поземельним банком, поєднавши їх капітали. В назві нової банківської установи поєднали обидві назви. Клієнтами банку були як дворяни-поміщики, так і селянські товариства чи окремі власники без титулу.

## Конкурсний проєкт
Для створення філій у інших містах і запровадили архітектурний конкурс на проєкт споруд Дворянського земельного та Селянського поземельного банку. На зламі 1909—1910 років банк придбав земельні ділянки під майбутнє будівництво у містах Пенза, Самара, Тамбов, Саратов, Перм, Рязань та ін. В провінції Україна (тоді в складі Російської імперії) придбали землі в містах Полтава, Житомир, Чернігів, Київ.
На конкурс була подана низка проєктів не за іменами архітекторів, а за умовними назвами (девізи). Всіх поданих проєктів було п'ятдесят чотири (54). Особлива комісія Центрального управління Селянського поземельного банку розглянула анонімні проєкти і обрала два з них. Несподіванкою було те, що два обрані проєкти були розроблені одним і тим же архітектором, ним був Олександр Іванович фон Гоген.
До конкурсу банк оприлюднив вимоги до майбутньої споруди, де зазначили:

| При створенні плану споруди головна увага звертається на те, щоби внутрішні зали майбутнього банку були достатніх розмірів, зручно розташовані для банківських відділків та відповідали умовам гігієни, а по зовнішньому вигляду відповідали головним вимогам архітектурної цілісності і краси при повній відсутності розкошів у декорі. |
Вимога відсутності розкошів у декорі і примусила Олександра фон Гогена, майстра еклектики і пишних інтер'єрів, звернутися до стриманого стилю північний модерн, позбавленого пишного декору при збереженні зовнішньої імпозантності, солідності і монументальності. Ділова стилістика була притаманна і внутрішнім приміщенням майбутнього банку. Головний фасад був асиметричним, суворим через використання великих архітектурних об'ємів та активний силует. Акцентом головного фасаду зробили вхідну вежу, що нагадувала середньовічний, фортечний донжон. Декоративні оздоби були зведені до мінімуму, але граніт для цоколя та природний мармур для сходинок таки використали.

## Історія побудови
Будівництво нового банку розпочали на земельній ділянці, придбаній у нащадків гласного (депутата) Чернігівської міської Думи пана Б. С. Красильщикова. Закладка відбулася 9 травня 1911 року. В передній кут майбутньої будівлі вмурували металеву закладну табличку.
Будівництво банку довірили архітектору і інженеру Д. Афанасьєву. Використання місцевих будівельних матеріалів та кахлів надало головному фасаду банку місцеве забарвлення, чим споруда відрізнялась від подібної, вибудованої трохи раніше у місті Пенза. Були використані звична цегла місцевих цегелень, малооброблений та зашліфований граніт, кольорові кахлі тощо. Дах прямокутної вхідної вежі був вкритий лускоподібними штампованими деталями. Між вхідною вежею та південним ризалітом споруди розмістили головну операційну залу. Склепіння були виконані із залізобетону та з цегли. Приміщення були потиньковані, частково використано штучний мармур, природний мармур використано для сходинок.

## Використання в СРСР
За часів СРСР у будівлі працювали:
- У період 1917—1926 рр. тут розмістили губернський земельний відділ.
- 1926—1932 рр. — Державний обласний історичний музей.
- До 1941 р. — обком Комуністичної партії (більшовиків).
- В роки війни 1941—1944 рр. — штаб угорської військової частини. Споруда була пошкоджена пожежею.
- У повоєнний період споруду ремонтували під розташування обкому Комуністичної партії з частковим переплануванням (до 1974 р.)
- 1974 р. — обком перевели у новостворене приміщення, а колишню споруду банку віддали під Чернігівську обласну універсальну бібліотеку ім. В. Г. Короленка.

## У незалежній Україні
30 червня 2018 підвал будівлі затопило після потужної зливи. Рівень води становив 1,65 м. Постраждали фонди бібліотеки, зокрема підшивки 3 тисяч місцевих періодичних видань, а також близько 26 тисяч художніх видань.
У ніч з 29 на 30 березня 2022 року під час облоги міста в ході російського вторгнення будівлю було пошкоджено внаслідок обстрілу російськими військами. Було розбито дах, вибито шибки, в стінах утворились тріщини.

## Галерея

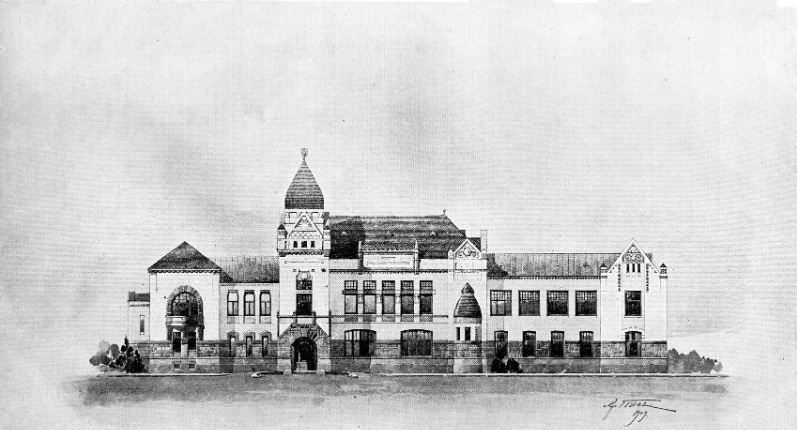
Проект Дворянського та селянського земельного банку, головний фасад, 1909 р.
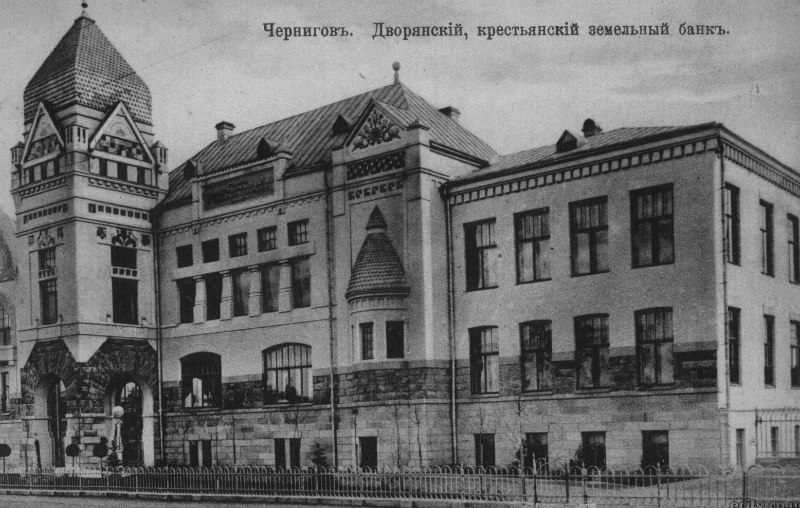
Селянський поземельний банк. Фото близько 1915 р.
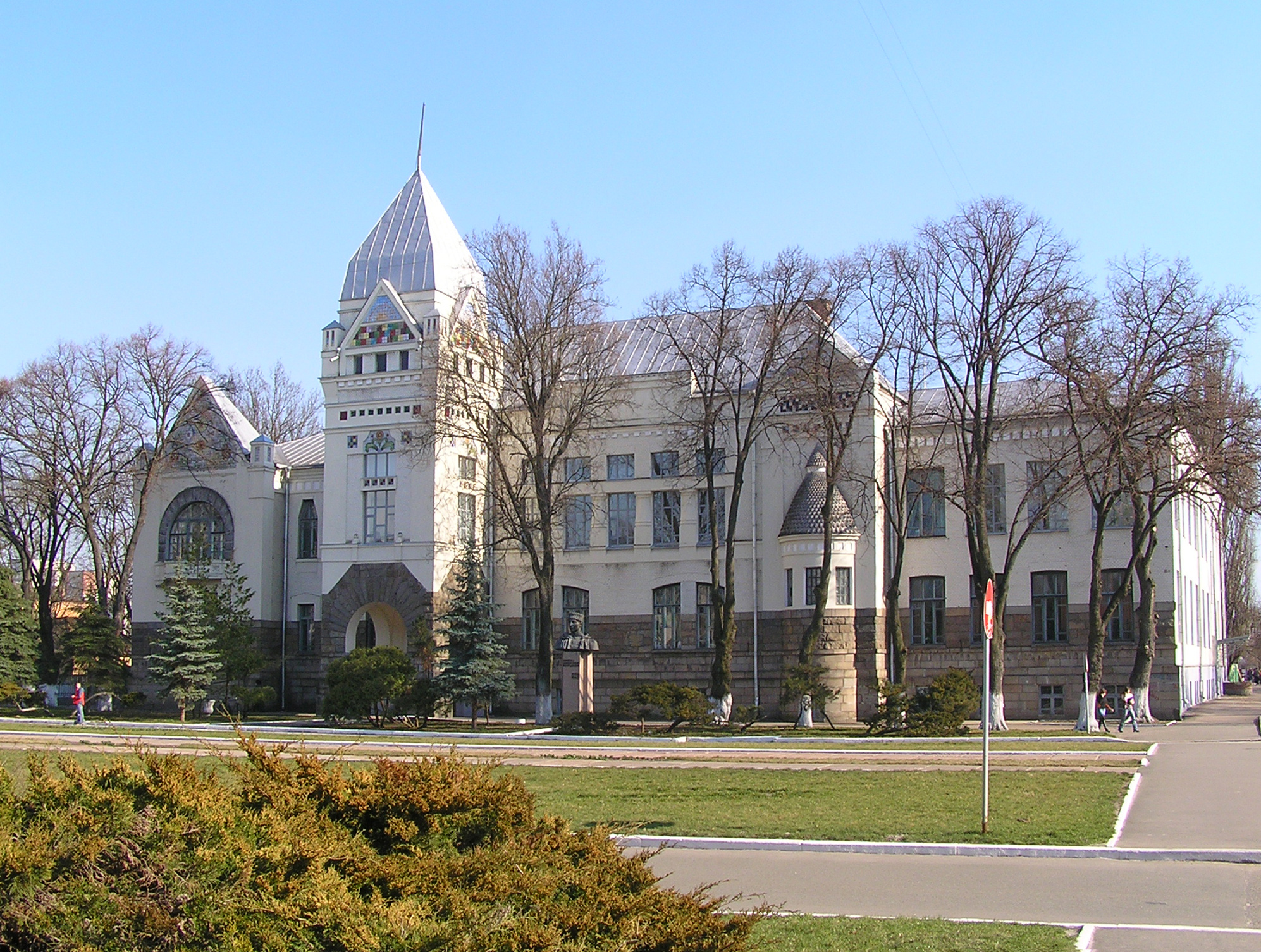
Головний фасад споруди
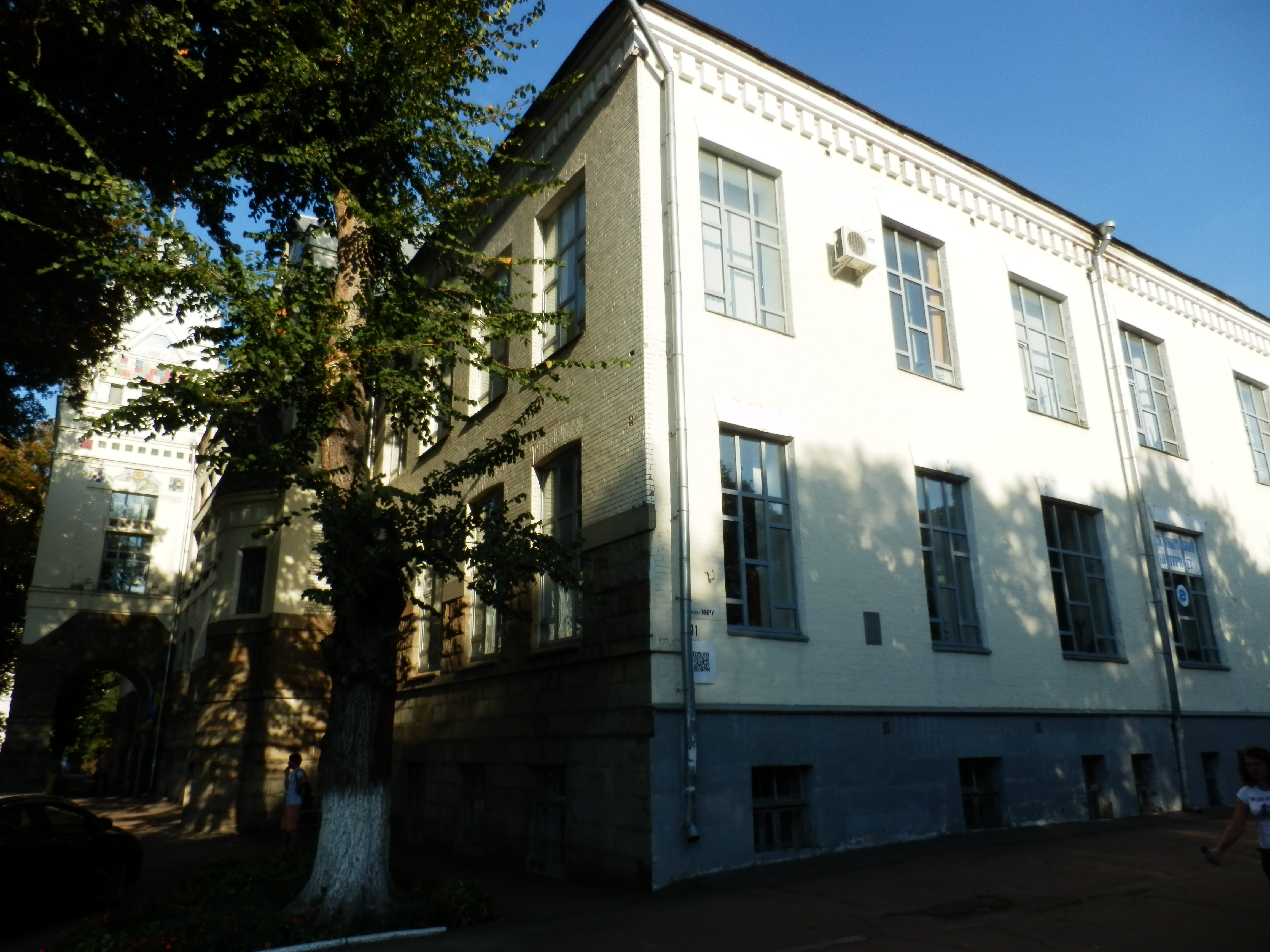
Бічний фасад споруди, позбавлений декору
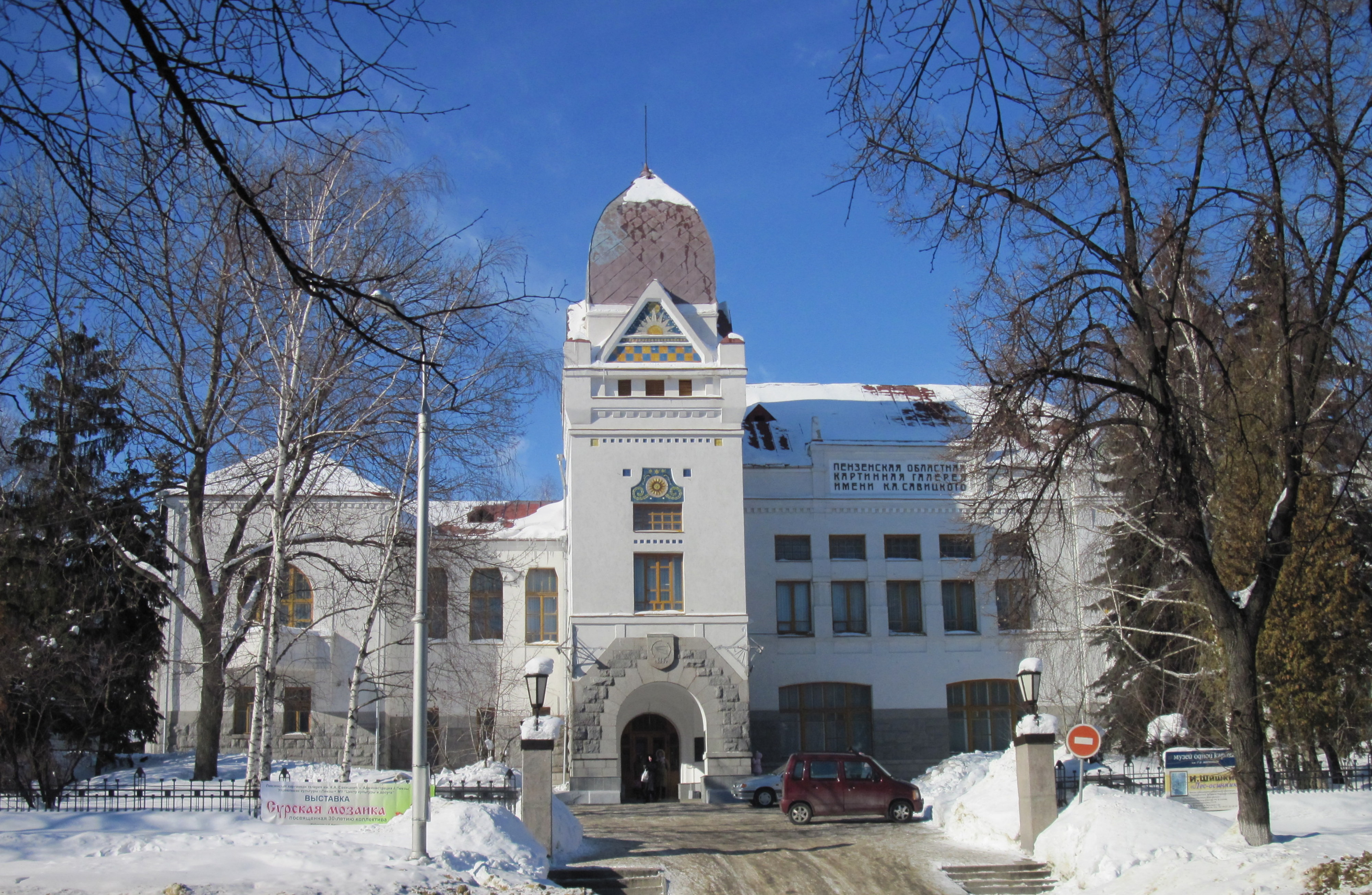
Будівля Пензенської картинної галереї
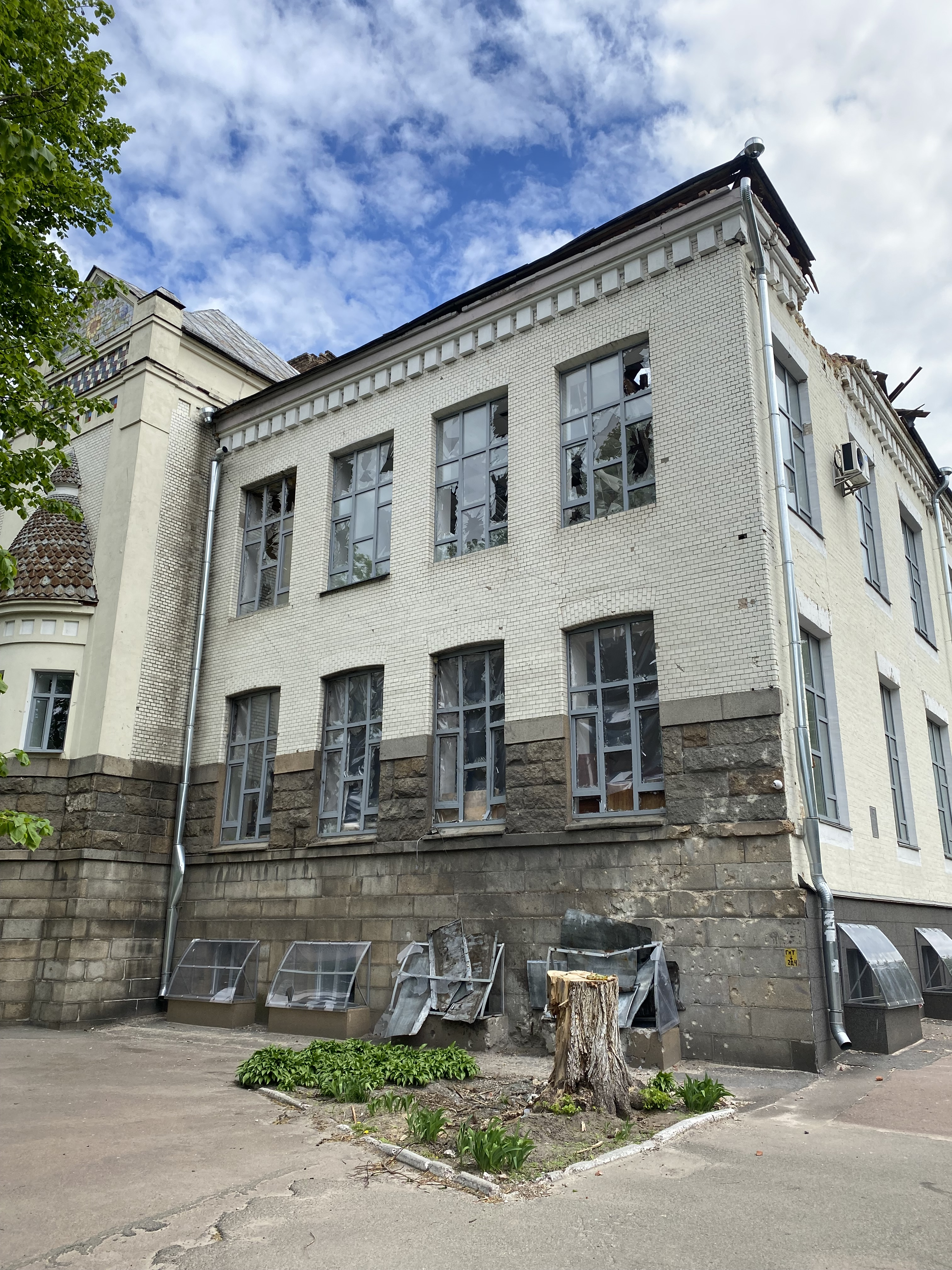
Вибиті вікна та посічені осколками стіни внаслідок російського обстрілу 30 березня 2022 року